# Christophe Huysman
Christophe Huysman, né le 24 avril 1964 à Malo-les-bains, est poète et dramaturge français. Également acteur et metteur en scène de théâtre et de cirque contemporain.
Ancien élève du Conservatoire national supérieur d'art dramatique, il crée en 1995 la Compagnie Les Hommes penchés. Ses textes sont publiés aux éditions Les Solitaires intempestifs, Les Presses du réel, L’Avant-scène Théâtre, Les Quatre Vents et Le Centre national des arts du cirque

## Comédien
Théâtre
- 1987 : Bruits, désordre et combustion : La Comtesse d'Escarbagnas, Le Mariage forcé, La Jalousie du barbouillé de Molière, mise en scène Mathias Jung et Damien Dodane, Théâtre de Gennevilliers
- 1990 : Jojo  spectacle de Georges Aperghis, textes de Philippe Minyana, Théâtre national de Strasbourg, Théâtre Paris-Villette
- 1993 : Où vas-tu Jérémie ? de Philippe Minyana, mise en scène Édith Scob, Festival d'Avignon, Théâtre Gérard Philipe
- 1996 : Commentaires de Georges Aperghis, textes de Philippe Minyana, Festival d'Avignon
- 2000 : Habitations de Philippe Minyana, mise en scène Édith Scob, Théâtre Ouvert
- 2013 : Cri et Ga cherchent la paix de Philippe Minyana, mise en scène Frédéric Maragnani, Théâtre du Rond-Point

Télévision
- 1986 : Le Rire de Caïn, série télévisée de Marcel Moussy
- 1998 : Papa est monté au ciel, téléfilm de Jacques Renard : le curé
- 2001 : Signes de vie, téléfilm de Vincent Martorana : Pierre
- 2005 : Jusqu'au bout, téléfilm de Maurice Failevic : Kerboul

Cinéma
- 1992 : Loin du Brésil de Tilly : Benoît
- 2013 : 216 mois de Valentin et Frédéric Potier

## Auteur, metteur en scène, comédien
- 1995 : La Course au désastre, Théâtre national de l'Odéon
- 1996 : La Course au désastre, performance New-York, Nations unies
- 2001 : Le Monde HYC, Théâtre Dijon-Bourgogne
- 2001 : Les Hommes dégringolés, Festival d'Avignon, Théâtre Nanterre-Amandiers
- 2001 : Espèces-Pièce de cirque, Atelier du plateau, La Ferme du buisson
- 2002 : 5/5=1, Ménagerie de verre
- 2002 : Cet homme s'appelle HYC, Festival d'Avignon
- 2003 : Les Repas HYC, Théâtre de la Bastille
- 2003 : Les Polaroïds, Festival Frictions Dijon
- 2004 : S.B.I.P. , Lyon Villa Gillet
- 2004 : Espèces-Pièce de cirque, Théâtre Paris-Villette - Parc de La Villette
- 2005 : Les Étonnistes, conception avec Stéphanie Aubin, Pascale Houbin, Pierre Meunier
- 2005 : Les Constellations, Église Saint-Eustache
- 2005 : Les Éclaireurs, avec Laurent Massénat Festival entre Cours et Jardins
- 2006 : HUMAN (articulations), Les Subsistances, Festival d’Avignon
- 2008 : Le Mâtitube, pièce tout terrain création La Roche-surYon et tournée européenne
- 2009 : Imbrications, les mots du racisme, avec Jacques André Ménagerie de verre
- 2010 : L'Orchestre perdu, Festival d'Avignon
- 2010 : Demain, je ne sais plus rien, avec Sylvain Décure, Ménagerie de verre
- 2011 : Contes tordus en duo avec Julie Nioche,
- 2013 : TETRAKAÏ, spectacle de sortie de la 25e promotion du Centre national des arts du Cirque, La Villette
- 2015 : 777, Hippodrome de Douai, 104-Paris
- 2018 : Instable, de Nicolas Fraiseau, Festival des sept collines St Etienne et tournée internationale
- 2018 : HUMAN, reprise de répertoire CNAC avec la 32e promotion
- 2020 : SIX ouverture de saison Académie Fratellini avec promotion sortante
- 2021 : Si la vie n’est pas un jeu Atelier de création, Conservatoire national supérieur d’art dramatique CNSAD
- 2022 : Espèces, reprise de répertoire CNAC, avec la 35e promotion